# Tomomi Themann
Tomomi Themann (* 2004 in Hamburg) ist eine deutsche Schauspielerin und Moderatorin.

## Leben und Karriere
Themann wurde in Hamburg geboren und besuchte das Wolfgang-Borchert-Gymnasium in Halstenbek, welches sie mit Abitur abschloss. Seit 2023 studiert sie an der Universität Münster.
Erste Erfahrung vor der Kamera machte sie als Teilnehmerin der Abenteuerserie Durch die Wildnis. Danach moderierte sie in der Sendereihe neuneinhalb die Folge „Tomomi und das Geld“, für die sie für den Stuttgarter Moderationspreis nominiert wurde. Später wurde die Folge in mehrere Episoden von ca. 3 Minuten unterteilt und als erste Staffel veröffentlicht.
Ihre erste Hauptrolle hatte sie in der Miniserie Club der Dinosaurier, in der sie in allen sechs Episoden die Rolle der Suki spielte. Die Serie wurde im Juni 2025 auf ZDFneo ausgestrahlt. Im Jahr 2024 wurden die Dreharbeiten zur Science-Fiction-Serie The Stardust Hotel und dem vierten Teil der Filmreihe Die Schule der magischen Tiere abgeschlossen, in denen Themann eine der Hauptrollen spielt. Der Film soll im September 2025 in Kinos aufgeführt werden.

## Filmografie
- 2023: Durch die Wildnis – Slowenien (als Teilnehmerin)
- 2023: neuneinhalb – Tomomi und das Geld (Moderation)
- 2025: Club der Dinosaurier (Darstellerin)